# 팬틴

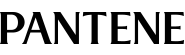

팬틴(Pantene)은 프록터 앤드 갬블(P&G)에서 판매하는 샴푸 브랜드이다. 대표적인 제품으로 팬틴 프로브이(Pantene Pro-V)가 있는데 이는 팬틴 프로비타민(Pantene Pro-Vitamin)을 뜻한다.

## 종류

### 헤어 케어
- 팬틴 클리니케어
- 팬틴 실키 스무드 케어
- 팬틴 집중 손상 케어
- 팬틴 밀키 모이스춰 케어
- 팬틴 엑스트라 스트레이트
- 팬틴 바운시 볼륨

### 스페셜 케어
- 팬틴 실키 스무드 비타민 워터
- 팬틴 트리플 비타민 수분팩
- 팬틴 트리플 집중 영양팩
- 팬틴 딥 리페어 트리트먼트 크림
- 팬틴 나이트 미라클 오일
- 팬틴 오버나이트 모이스춰 세럼
- 팬틴 엑스트라 스트레이트 트리트먼트 에센스